# La Vega de Almanza
La Vega de Almanza es una localidad española perteneciente al municipio de Almanza, en la Tierra de Sahagún, provincia de León, comunidad autónoma de Castilla y León.
Fue cabecera de su propio municipio hasta 1976, quedando desde entonces incorporado al municipio de Almanza sus localidades de La Vega de Almanza, Cabrera de Almanza, Calaveras de Arriba y Espinosa de Almanza, y al municipio de Valderrueda las de Puente Almuhey, Valcuende, Carrizal y Villamorisca.
Situada a la izquierda del río Cea.
Confina con Villamorisca, Calaveras de Arriba, Cabrera de Almanza, La Riba y Cebanico.
Produce cereales, legumbres, lino y pastos. Cría de ganados. Caza mayor, caza menor y pesca de truchas y barbos.
Perteneció a la antigua Jurisdicción de Almanza.

## Demografía
| Gráfica de evolución demográfica de La Vega de Almanza entre 1842 y 1970 |
| |
| Población de derecho según los censos de población del INE. Población de hecho según los censos de población del INE. En 1976 este municipio desaparece porque se integra por partes en Almanza y Valderrueda. |